# Dubai Motor Racing Grand Prix
Dubai Motor Racing Grand Prix, ou simplesmente Dubai Grand Prix foi uma corrida de automobilismo que foi, na verdade, uma série de eventos-apresentação de grandes pilotos em diferentes carros. A "festa" aconteceu nos dias 2, 3 e 4 de Dezembro de 1981. Data escolhida para comemorar os 10 anos de criação dos Emirados Árabes Unidos (EAU).
O evento foi organizado pela Al Nasr Motor Sports Club em parceria com a Festival Services. O circuito de rua, construído especialmente para o evento, margeou o mais novo e suntuoso hotel da cidade de Dubai, à época, o Hyatt Regency Dubai, com um traçado de 2,625 km.
Carros de todas as categorias de competição (Formula 1, Formula Indy, Carros Esportivos, Carros de Enduro, ...) se fizeram presentes no evento.